# زید قنبر
زید قنبر (عربی: زيد القنبر؛ زادهٔ ۴ سپتامبر ۲۰۰۲) بازیکن فوتبال اهل سرزمین‌های فلسطینی است.
وی همچنین در تیم‌های ملی فوتبال زیر ۲۳ سال فلسطین و فلسطین بازی کرده‌است.